# Павловский (Челябинская область)
Па́вловский — посёлок в Брединском районе Челябинской области России. Административный центр Павловского сельского поселения.

## География
Через посёлок протекает река Байтук. Расстояние до районного центра посёлка Бреды 48 км.

## Население
| 2002 | 2010  | 2015  |
| ---- | ----- | ----- |
| 1671 | ↘1435 | ↘1264 |

По данным Всероссийской переписи, в 2010 году численность населения посёлка составляла 1435 человек (663 мужчины и 772 женщины).

## Инфраструктура
- Клуб,
- детский сад,
- средняя школа.
- Уличная сеть посёлка состоит из 14 улиц и 5 переулков[4].